# Deuli
Deuli là một thị trấn thống kê (census town) của quận Medinipur thuộc bang Tây Bengal, Ấn Độ.

## Nhân khẩu
Theo điều tra dân số năm 2001 của Ấn Độ, Deuli có dân số 8165 người. Phái nam chiếm 52% tổng số dân và phái nữ chiếm 48%. Deuli có tỷ lệ 69% biết đọc biết viết, cao hơn tỷ lệ trung bình toàn quốc là 59,5%: tỷ lệ cho phái nam là 77%, và tỷ lệ cho phái nữ là 62%. Tại Deuli, 11% dân số nhỏ hơn 6 tuổi.